# Солонец-Полянское сельское поселение
Солоне́ц-Поля́нское се́льское поселе́ние — упразднённое муниципальное образование в Новооскольском районе Белгородской области.
Административный центр — село Солонец-Поляна.
19 апреля 2018 года упразднено при преобразовании Новооскольского района в Новооскольский городской округ.

## История
Солонец-Полянское сельское поселение образовано 20 декабря 2004 года в соответствии с Законом Белгородской области № 159.

## Население
| 2010 | 2011 | 2012 | 2013 | 2014 | 2015 | 2016 |
| ---- | ---- | ---- | ---- | ---- | ---- | ---- |
| 723  | ↘720 | ↘706 | ↗716 | ↗733 | ↗747 | ↘729 |
| 2017 | 2018 |      |      |      |      |      |
| ↘723 | ↘694 |      |      |      |      |      |

## Состав сельского поселения
| № | Населённый пункт | Тип населённого пункта       | Население |
| - | ---------------- | ---------------------------- | --------- |
| 1 | Грушное          | посёлок                      | ↘10       |
| 2 | Киселевка        | село                         | ↘342      |
| 3 | Солонец-Поляна   | село, административный центр | ↘371      |